# Surb
Die Surb ist ein 19 Kilometer langer Bach in den Schweizer Kantonen Zürich und Aargau. Sie entsteht aus dem Zusammenfluss zweier Quellbäche in Schöfflisdorf auf einer Höhe von 464,4 m ü. M.. Sie fliesst durch das  Wehn- und Surbtal und mündet bei Döttingen von rechts in die Aare.

## Name
Der Bach wurde erstmals 1357 („ennund Surbe“) schriftlich erwähnt. Es wird vermutet, dass sich der Name vom indogermanischen Verbaladjektiv *su-ró- zum Verb *seu- „auspressen“ im Sinne von „ausgepresste, trübe Flüssigkeit“ ableitet.

## Geographie

### Verlauf

#### Quellbäche

##### Dorfbach
Der Dorfbach ist der 900 m lange, nördliche und rechte Quellbach der Surb. Er entspringt auf einer Höhe von 546 m ü. M. oberhalb von Schöfflisdorf am Südhang der Egg als Müllibach und wird teilweise für die Wasserversorgung der Gemeinde gefasst. Der Müllibach fliesst oberhalb des Ortskerns durch vier Weiher, die früher als Wasserspeicher für eine Mühle und eine Wattenfabrik dienten. Im unteren Teil wird er als Dorfbach bezeichnet und fliesst entlang von Strassen durch den Ortskern bis zum Zusammenfluss mit dem Parisbach. Dieser Abschnitt wurde im 20. Jahrhundert in zwei Schritten fast vollständig eingedolt.

##### Parisbach
Der Parisbach ist der 730 m lange, südliche und linke Quellbach der Surb. Er entsteht durch den Zusammenfluss vom Moosbach und Maasbach östlich von Schöfflisdorf auf einer Höhe von 480 m ü. M. . Der Maasbach ist 490 m lang und entspringt an der Krete der Endmoräne des ehemaligen Linthgletschers auf einer Höhe von 508,5 m ü. M. Er dürfte der hydrologische Hauptstrang der Surb sein. Der 730 m lange Moosbach entspringt wie der Müllibach ebenfalls am südlichen Egghang, seine Quelle liegt aber ungefähr ein halber Kilometer östlich derjenigen des Müllibachs auf 556,8 m ü. M.

#### Weiterer Verlauf
Die Surb entwässert das nördlich der Lägern liegende Zürcher Wehntal mit den Gemeinden Schöfflisdorf, Oberweningen, Schleinikon und Niederweningen und das anschliessende aargauische Surbtal in westlicher Richtung. In diesem fliesst der Bach zunächst nördlich an Ehrendingen vorbei und wendet sich dann gegen Nordwesten. Die Surb passiert anschliessend die Ortschaften Lengnau, Endingen, Unterendingen und Tegerfelden. Zwischen Lengnau und Endingen fliesst sie nahe am Jüdischen Friedhof von Endingen vorbei.
Neben dem Dorfzentrum von Döttingen und oberhalb des Stausees von Klingnau mündet das Flüsschen von rechts in die Aare.

Die Surb
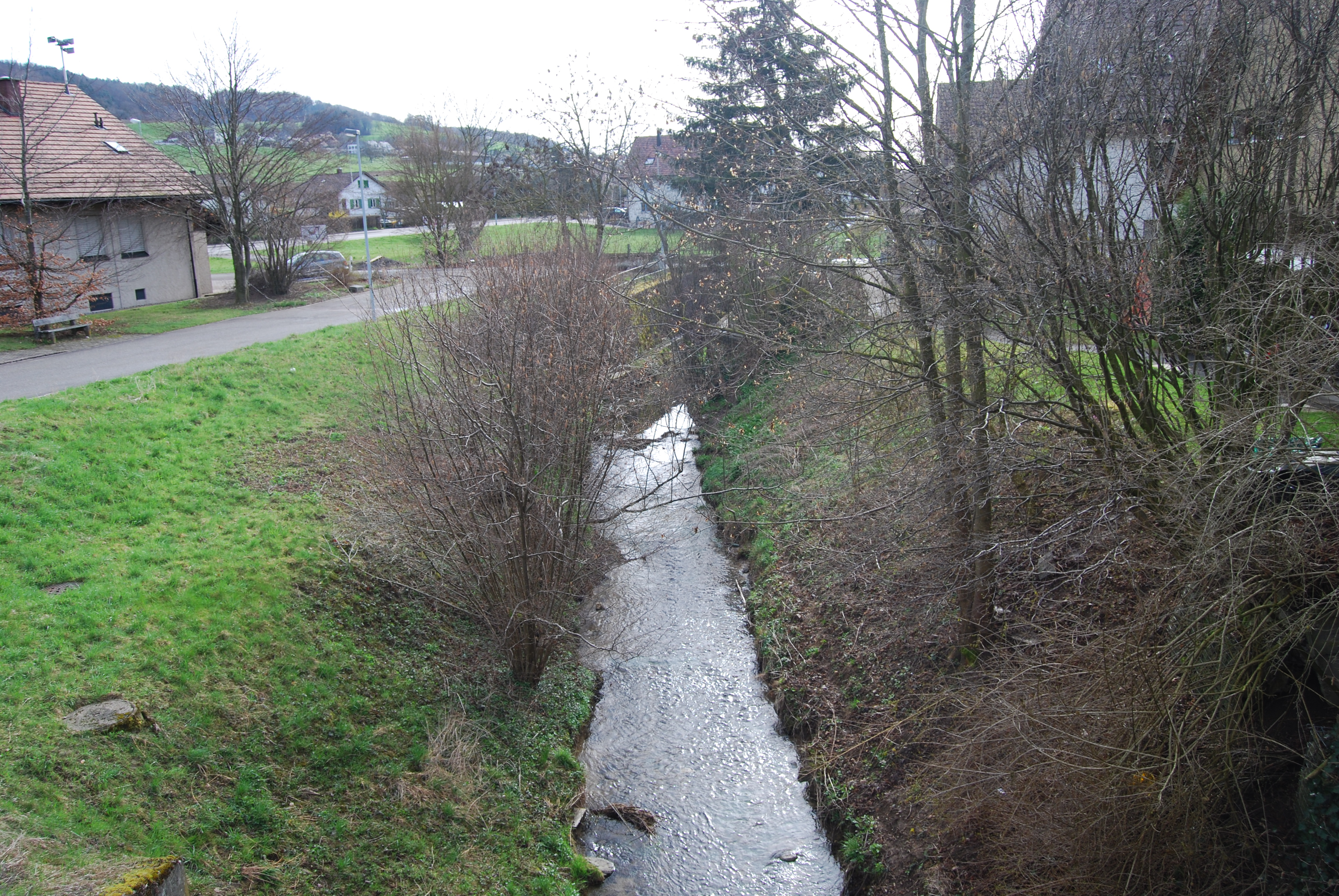
Die Surb in Schleinikon
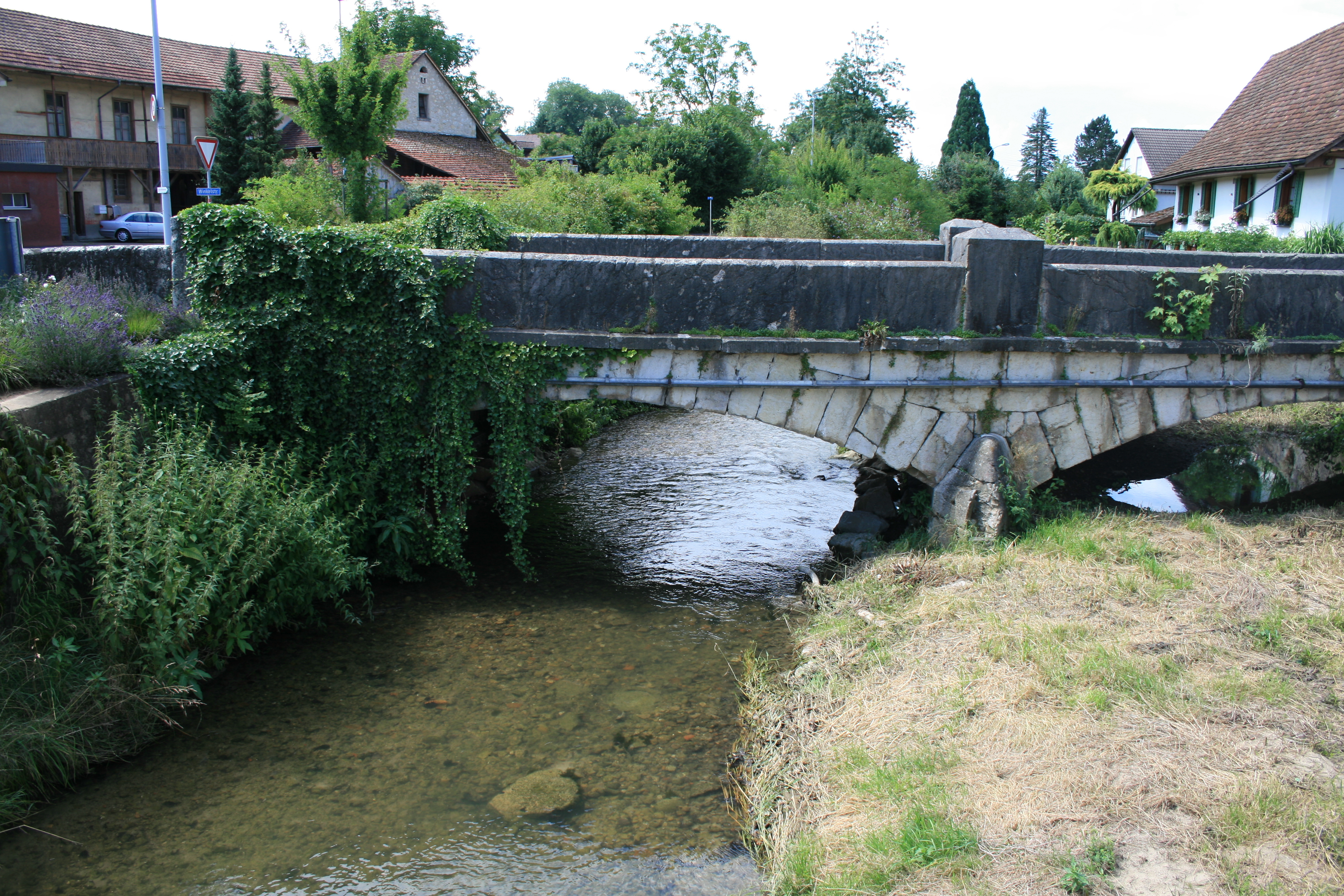
Untere Surbbrücke von 1843 in Endingen
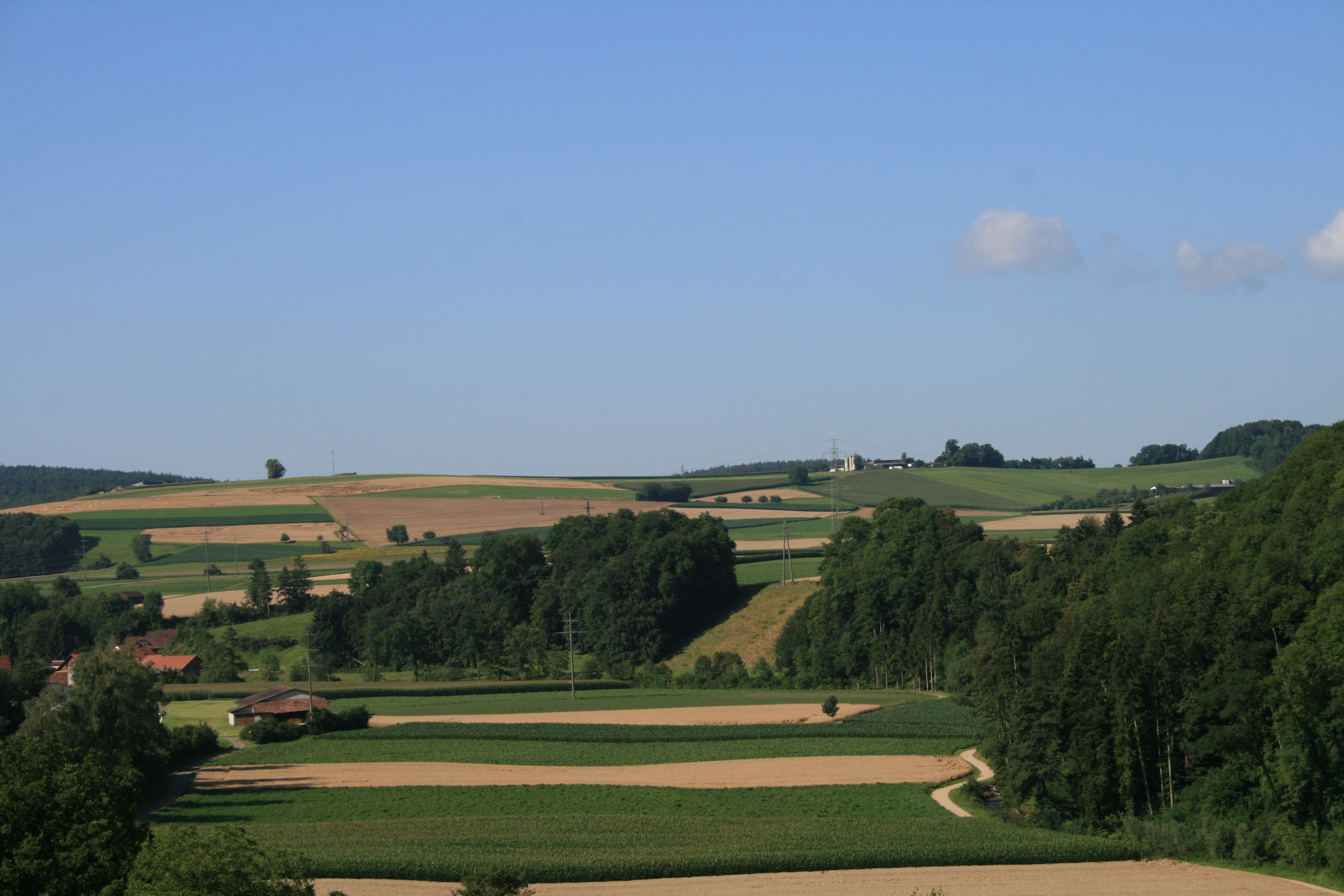
Das Surbtal zwischen Tegerfelden und Unterendingen
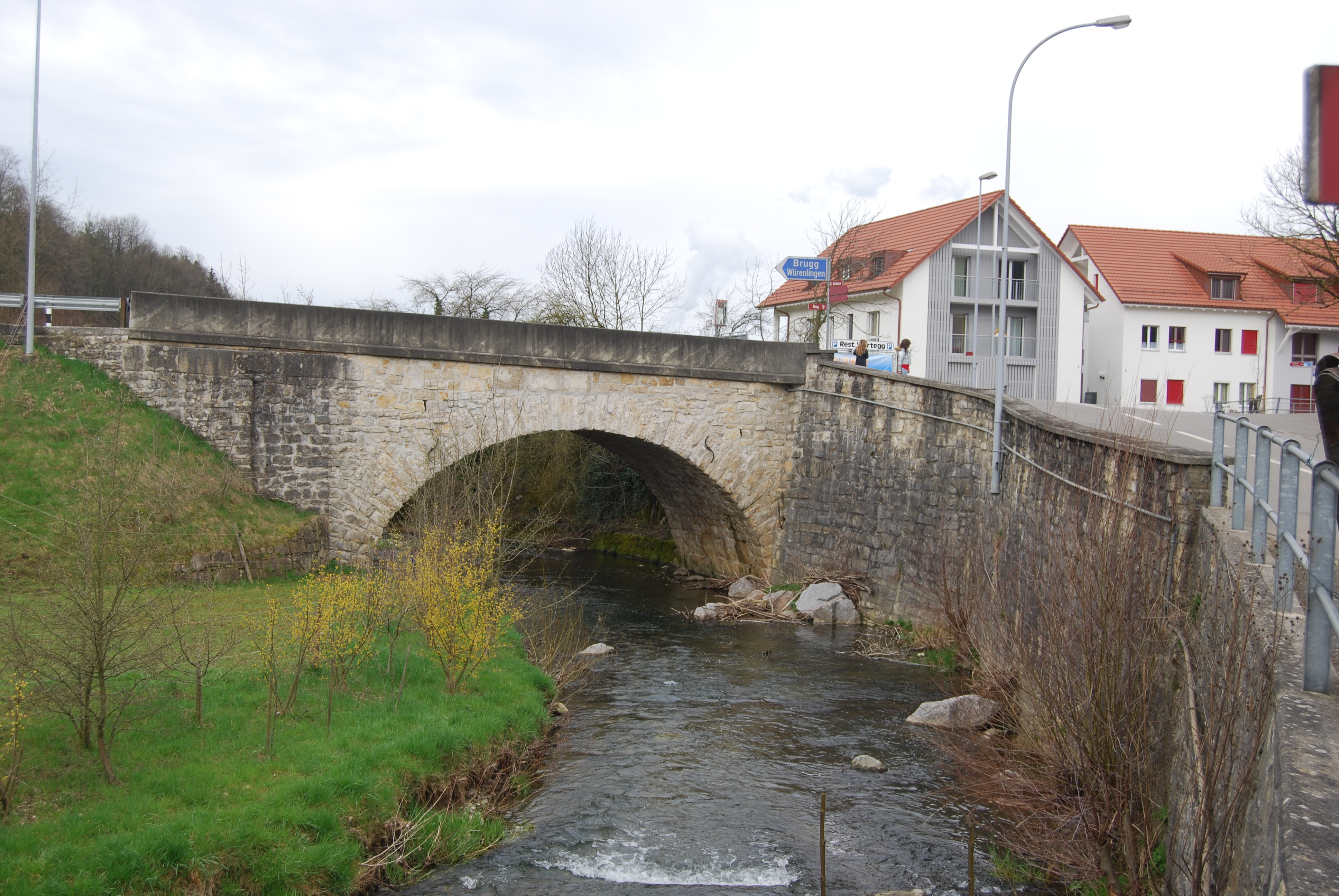
Surbbrücke in Tegerfelden
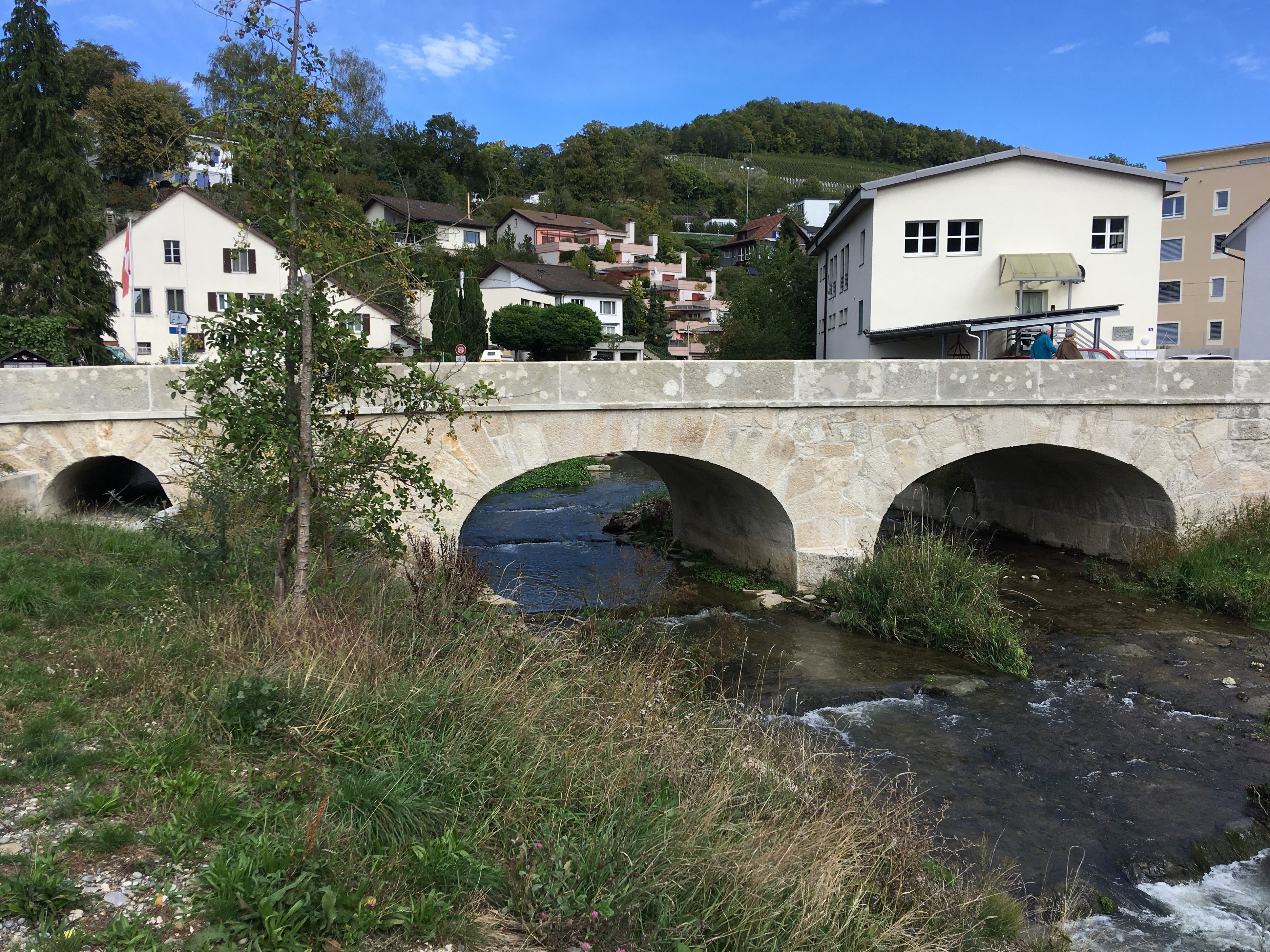
Steinerne Brücke von 1827 in Döttingen
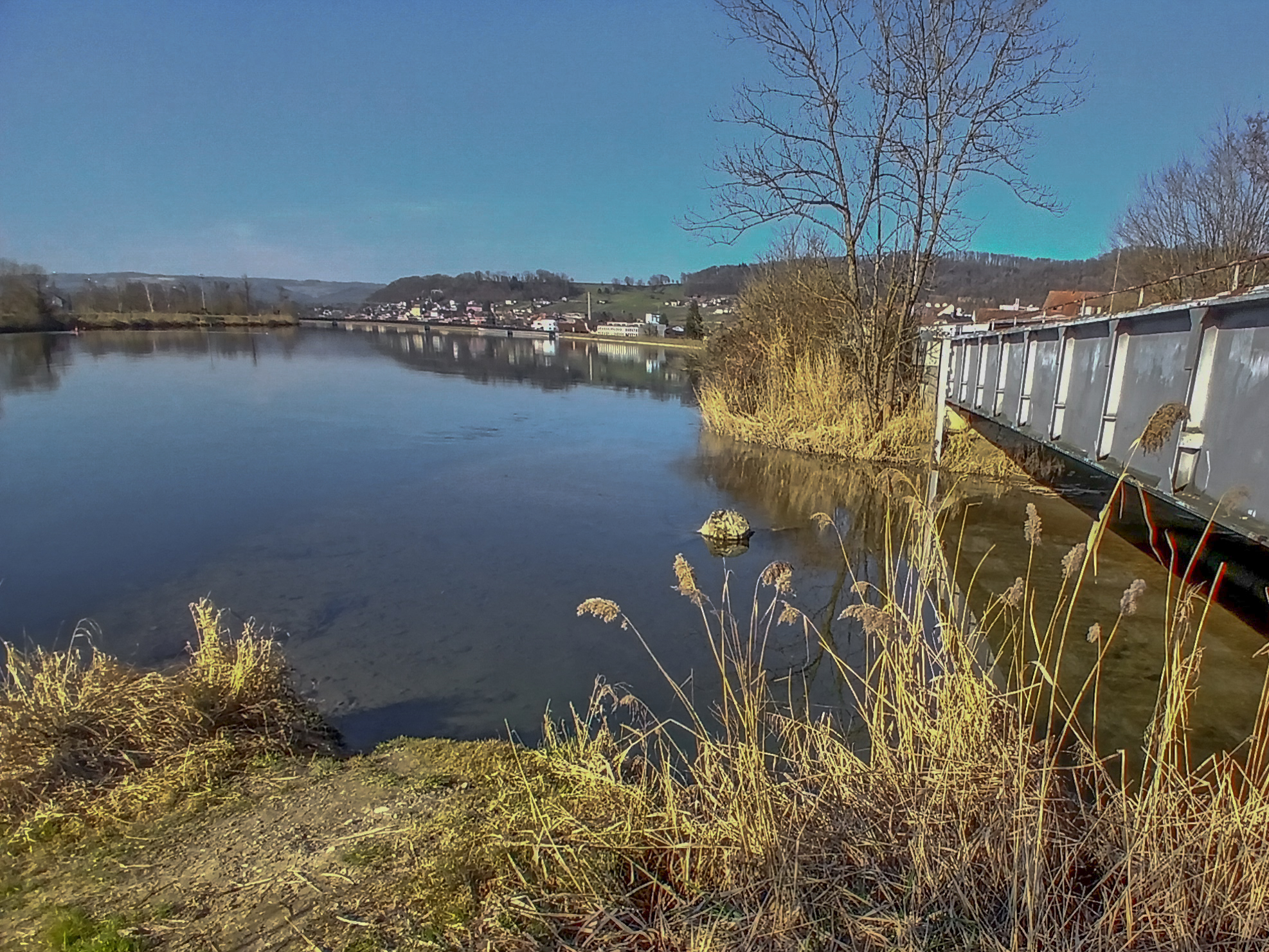
Mündung der Surb in die Aare bei Döttingen

### Einzugsgebiet
Das 66,8 km² grosse Einzugsgebiet der Surb wird durch sie über die Aare und den Rhein zur Nordsee entwässert.
Es besteht zu 35,4 % aus bestockter Fläche, zu 51,8 % aus Landwirtschaftsfläche, zu 12,5 % aus Siedlungsflächen und zu 0,3 % aus unproduktiven Flächen.
Flächenverteilung
Die mittlere Höhe des Einzugsgebietes beträgt 506,8 m ü. M.

### Zuflüsse
(Anführung aller Zuflüsse und Abzweigungen der Surb vom Ursprung bis zur Mündung, soweit sie in den Geoportalen der Kantone Zürich und Aargau namentlich genannt werden. Namen nach den Geoportalen der Kantone, Daten nach dem Geoserver der Schweizer Bundesverwaltung. Die Längen in Kilometer (km), das Einzugsgebiet in Quadratkilometer (km²) und der mittlere Abfluss (MQ) in Liter pro Sekunde (l/s), Koordinaten , Mündungsort und Mündungshöhe in Meter über Meer (m ü. M.))
- Parisbach[A 3] (linker Quellbach), 1,2 km,  in Schöfflisdorf, 462,8 m ü. M.
- Dorfbach (rechter Quellbach), 0,8 km,  in Schöfflisdorf, 462,8 m ü. M.
- Bachtobelbach[A 4] (links), 1,7 km[A 5],  südlich von Schöfflisdorf, 460,9 m ü. M.
- Vorderweidbach[A 6] (links), 1,1 km[A 5],  südlich von Oberweningen, 460,8 m ü. M.
- Langenhagbach[A 7] (Rutschbach) (links), 1,0 km[A 5],  südlich von Oberweningen, 460 m ü. M.
- Schuepengraben[A 8] (links), 1,0 km,  südlich von Oberweningen, 458 m ü. M.
- Dorfbach (rechts), 0,6 km[A 5],  in Oberweningen, 456,2 m ü. M.
- Leibach[A 9] (links), 1,9 km, 0,77 km²,  südlich von Oberweningen-Huebli, 455,8 m ü. M.
- Talbach[A 10] (links), 2,4 km, 1,87 km²,  bei Schleinikon-Wasen, 453,5 m ü. M.
- Singelenbach[A 11] (links), 3,0 km, 2,43 km²,  in Niederweningen, 447,9 m ü. M.
- Märzenbrunnenbach (links), 0,1 km[A 12],  in Niederweningen-Märzenbrunnen, 443,5 m ü. M.
- Hünikerbach[A 13] (rechts), 1,7 km, 3,3 km²,  südlich von Schneisingen-Unter-Ämmert, 439,7 m ü. M.
- Goldbach (rechts), 1,3 km[A 14], 1,77 km²,  südwestlich von Schneisingen-Unter-Ämmert, 437,4 m ü. M.
- Haselhölzlibach[A 15] (links). 0,4 km,  nordöstlich von Ehrendingen-Unterehrendingen, 434,4 m ü. M.
- Gipsbach (links), 3,1 km, 5,9 km², 100 l/s,  in Unterehrendingen, 431,5 m ü. M.  → Zuflüsse
- Schlierenbach[A 16]  (links), 1,2 km[A 14],  nordwestlich von Unterehrendingen, 422,7 m ü. M.
- (Bach aus der) Oberwise[A 17] (links), 0,2 km[A 14],  südsüdöstlich von Lengnau, 421,2 m ü. M.
- (Bach aus der) Geere[A 18] (rechts), 0,3 km[A 14],  südöstlich von Lengnau, 418,1 m ü. M.
- Tüfebächli[A 19] (rechts), 1,2 km, 1,44 km²,  in Lengnau, 415,7 m ü. M.
- Holegrabe[A 20] (rechts), 0,5 km[A 5],  in Lengnau, 412,6 m ü. M.
- Rickebach (links), 2,2 km, 4,47 km²,  in Lengnau, 411,5 m ü. M.
- Euelgraben[A 21]  (rechts), 0,8 km,  südlich von Lengnau-Unterlengnau, 408,3 m ü. M.
- Dänkelbach (links), 2,3 km, 2,14 km²,  in Unterlengnau, 407,9 m ü. M.
- Oelbach[A 22] (rechts), 0,9 km,  in Lengnau-Trottebungert, 406,9 m ü. M.
- (Bach aus der) Boge[A 23] (links), 0,4 km[A 5],  bei Lengnau-Unterwise, 405,3 m ü. M.
- (Bach aus dem) Anzimoos[A 24] (links), 0,3 km[A 14],  bei Lengnau-Unterwise, 403 m ü. M.
- Seckebach (links), 1,9 km[A 14], 1,73 km²,  bei Lengnau-Unterwise, 400,8 m ü. M.
- Talebach (rechts), 1,8 km, 2,54 km²,  westlich von Unterwise, 398,3 m ü. M.
- (Bach aus der) Hasle[A 25] (links), 0,2 km[A 14],  westlich von Unterwise, 397,4 m ü. M.
- Wiesenbach[A 26] (links), 0,1 km[A 14],  nordöstlich von Endingen-Neubrunn, 395,9 m ü. M.
- (Bach aus dem) Händschäbüel[A 27] (rechts), 0,6 km[A 14],  südwestlich von Endingen-Bühlhof, 395,1 m ü. M.
- (Bach aus dem) Eichenbüel[A 28] (rechts), 0,2 km[A 14],  südöstlich von Endingen, 391,9 m ü. M.
- Erlenbach[A 29] (Lochbach) (links), 1,1 km,  nordnordöstlich von Endingen-Loohof, 391 m ü. M.
- Wolfgalgenbächlein[A 30] (rechts), 0,1 km[A 14],  bei Endingen, 390,5 m ü. M.
- (Bach aus dem) Stumpen (links)[A 31], 0,4 km[A 14],  bei Endingen, 386,9 m ü. M.
- Littenbach / Cholgebach  (links), 4,9 km, 5,91 km², 80 l/s,  in Endingen, 383,4 m ü. M.
- (Bach vom) Rainsberg[A 32] (rechts), 0,2 km[A 14],  bei Endingen, 382,9 m ü. M.
- Schlierebach (Talbach) (rechts), 2,0 km, 1,47 km²,  nördlich von Endingen-Unterendingen, 372,6 m ü. M.
- (Bach aus der) Stölzlihalde[A 33] (links), 0,1 km[A 14],  nordnordwestlich von Unterendingen, 371,8 m ü. M.
- Chriegsmannsgraben (links), 0,6 km,  nordnordwestlich von Unterendingen, 368,8 m ü. M.
- Stampfibach[A 34] (rechts), 0,9 km, 0,79 km²,  südlich von Tegerfelden, 363,7 m ü. M.
- Gieslibach[A 35] (rechts), 1,0 km, 2,54 km²,  in Tegerfelden, 354 m ü. M.
- Chaibegrabe[A 36] (links), 0,4 km[A 5],  westlich von Tegerfelden, 344,1 m ü. M.
- Sännelocherbach[A 37] (rechts), 0,6 km, 0,57 km²,  bei Döttingen, 333,9 m ü. M.

Einzelnachweise und Anmerkungen
1. ↑  Öffentliche Fliessgewässer, Geografischen Informationssystem GIS, Kanton Zürich
2. ↑  Bachkataster, AGIS Viewer, Kanton Aargau
3. ↑  Bezeichnung Parisbach nach dem GIS-Browser des Kantons Zürich
4. ↑  Bezeichnung Bachtobelbach nach dem GIS-Browser des Kantons Zürich
5. 1 2 3 4 5 6 7  Eigenmessung auf dem Geoserver der Schweizer Bundesverwaltung
6. ↑  Bezeichnung Vorderweidbach nach dem GIS-Browser des Kantons Zürich
7. ↑  Bezeichnung Langenhagbach nach dem GIS-Browser des Kantons Zürich
8. ↑  Bezeichnung Schuepengraben nach dem GIS-Browser des Kantons Zürich
9. ↑  Bezeichnung Leibach nach dem GIS-Browser des Kantons Zürich
10. ↑  Bezeichnung Talbach nach dem GIS-Browser des Kantons Zürich
11. ↑  Bezeichnung Singelenbach nach dem GIS-Browser des Kantons Zürich
12. ↑  Eigenmessung auf dem Geografischen Informationssystem GIS, Kanton Zürich
13. ↑  Bezeichnung Hünikerbach nach dem Bachkataster des Kantons Aargau
14. 1 2 3 4 5 6 7 8 9 10 11 12 13 14  Eigenmessung auf dem AGIS Viewer, Kanton Aargau
15. ↑  Bezeichnung Haselhölzlibach nach dem Bachkataster des Kantons Aargau
16. ↑  Bezeichnung Schlierenbach nach dem Bachkataster des Kantons Aargau
17. ↑  Bezeichnung Oberwise nach dem Bachkataster des Kantons Aargau
18. ↑  Bezeichnung Geere nach dem Bachkataster des Kantons Aargau
19. ↑  Bezeichnung Tüfebächli nach dem Bachkataster des Kantons Aargau
20. ↑  Bezeichnung Holegrabe nach dem Bachkataster des Kantons Aargau
21. ↑  Bezeichnung Euelgraben nach dem Bachkataster des Kantons Aargau
22. ↑  Bezeichnung Oelbach nach dem Bachkataster des Kantons Aargau
23. ↑  Bezeichnung Boge nach dem Bachkataster des Kantons Aargau
24. ↑  Bezeichnung Anzimoos nach dem Bachkataster des Kantons Aargau
25. ↑  Bezeichnung Hasle nach dem Bachkataster des Kantons Aargau
26. ↑  Bezeichnung Wiesenbach nach dem Bachkataster des Kantons Aargau
27. ↑  Bezeichnung Händschäbüel nach dem Bachkataster des Kantons Aargau
28. ↑  Bezeichnung Eichenbüel nach dem Bachkataster des Kantons Aargau
29. ↑  Bezeichnung Erlenbach nach dem Bachkataster des Kantons Aargau
30. ↑  Bezeichnung Wolfgalgenbächlein nach dem Bachkataster des Kantons Aargau
31. ↑  Bezeichnung Stumpen nach dem Bachkataster des Kantons Aargau
32. ↑  Bezeichnung Rainsberg nach dem Bachkataster des Kantons Aargau
33. ↑  Bezeichnung Stölzlihalde nach dem Bachkataster des Kantons Aargau
34. ↑  Bezeichnung Stampfibach nach dem Bachkataster des Kantons Aargau
35. ↑  Bezeichnung Gieslibach nach dem Bachkataster des Kantons Aargau
36. ↑  Bezeichnung Chaibegrabe nach dem Bachkataster des Kantons Aargau
37. ↑  Bezeichnung Sännelocherbach nach dem Bachkataster des Kantons Aargau

## Hydrologie
An der Mündung der Surb in die Aare beträgt ihre modellierte mittlere Abflussmenge (MQ) 1040 l/s, und ihr Abflussregimetyp ist pluvial inférieur.

## Brücken

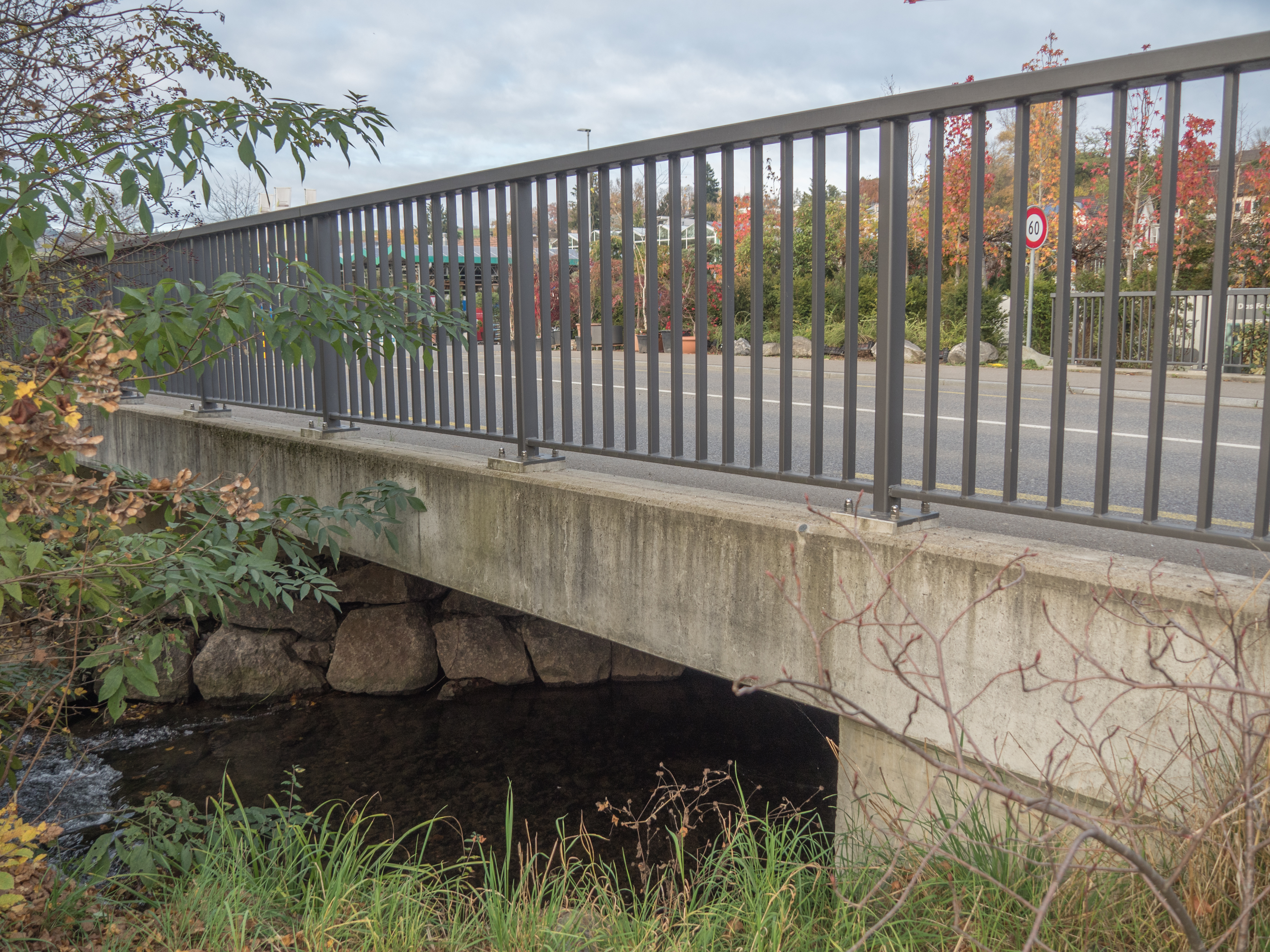
Surbtalstrasse-Brücke (Hauptstrasse 17) von 2016 in Lengnau

77 Übergänge überqueren den Bach: 34 Strassen-, 24 Fussgänger-, 14 Feldweg-, vier Eisenbahnbrücken und eine Furt. Die Surb wird von der Hauptstrasse 17 sechsmal überquert.